# Mycerinopsis unicolor
Mycerinopsis unicolor är en skalbaggsart som först beskrevs av Francis Polkinghorne Pascoe 1866.  Mycerinopsis unicolor ingår i släktet Mycerinopsis och familjen långhorningar.
Artens utbredningsområde är Laos. Inga underarter finns listade i Catalogue of Life.